# Xã Richland, Quận Rice, Minnesota
Xã Richland (tiếng Anh: Richland Township) là một xã thuộc quận Rice, tiểu bang Minnesota, Hoa Kỳ. Năm 2010, dân số của xã này là 416 người.